# Sabrina Salerno
Sabrina Salerno, również Sabrina, właśc. Norma Sabrina Salerno (ur. 15 marca 1968 w Genui) – włoska piosenkarka, aktorka, prezenterka telewizyjna i modelka. Jej największa popularność przypada na późne lata 80. XX wieku, gdy wylansowała przeboje takie jak „Boys (Summertime Love)”, „Hot Girl”, „Sexy Girl” czy „All of Me (Boy Oh Boy)”.

## Wczesne lata
Jej ojciec opuścił matkę, gdy zaszła w ciążę. Do piątego roku życia wychowywana była przez rodziców matki, podczas gdy ta pracowała. Jako 12–latka próbowała skontaktować się telefonicznie ze swoim ojcem, ale ten nigdy nie oddzwonił. Uczęszczała do szkoły średniej języków obcych. Mając piętnaście lat zdobyła tytuł pierwszej Miss Wybrzeża. W wieku szesnastu lat została wybrana Miss Regionu Ligurii. W 1984 brała udział w wyborach Miss Włoch. W 1985 wzięła udział w programach rozrywkowych nowo powstałego Canale 5 – Premiatissima, którego gospodarzem był Johnny Dorelli, i Grand Hotel.

## Kariera
W sierpniu 1986 został wydany jej debiutancki singel „Sexy Girl”, wyprodukowany we Włoszech przez Claudio Cecchetto, ale śpiewany w języku angielskim, i stał się jednym z przebojów Top 20 we Włoszech i Niemczech. W 1987 zyskała międzynarodową sławę dzięki singlowi „Boys (Summertime Love)”, który stał się wielkim przebojem w Europie. Piosence towarzyszył kontrowersyjny wideoklip, przedstawiający skąpo ubraną Sabrinę. W Wielkiej Brytanii jego emisja była początkowo zakazana, jako że kilkakrotnie widać było sutek piosenkarki. Jesienią wydany został pierwszy album, zatytułowany Sabrina, który zawierał kompozycje utrzymane w stylu italo disco. W tym samym roku, podczas programu sylwestrowego w hiszpańskiej telewizji Sabrina wywołała sensację, gdy w trakcie wykonywania przeboju „Hot Girl” widowni ukazała się jej pierś. W 1988 wydała dwa albumy – kolekcję remiksów Something Special i drugą studyjną płytę, Super Sabrina, przy której pracował zespół producencki Stock Aitken Waterman. Napisana przez nich piosenka „All of Me (Boy Oh Boy)” stała się kolejnym przebojem Sabriny. Drugim singlem z płyty Super Sabrina zostało nagranie „My Chico”. W tym samym roku piosenkarka wystąpiła w Polsce podczas festiwalu w Sopocie z piosenkami: „Boys”, „Hot Girl”, „My Chico” oraz „All of Me (Boy Oh Boy)”. Powróciła do telewizji w programie Rai Due Ricomincio da 2 (1990). 
W 1991 nagrała z Jo Squillo przebój „Siamo donne” – był to pierwszy w jej karierze utwór nagrany w języku włoskim. Piosenkarki wykonały go na festiwalu w San Remo. W tym samym roku odbyła się premiera trzeciego albumu Sabriny, pt. Over the Pop. Znalazły się na nim utwory „Yeah Yeah”, „Shadows of the Night” oraz duet z Jo Squillo. Kolejna płyta, w całości włoskojęzyczna Maschio dove sei, ukazała się dopiero po pięciu latach. Nie spotkała się z sukcesem komercyjnym ze względu na brak promocji, choć zdobyła pozytywne opinie krytyków. W 1996 roku zadebiutowała w sztuce teatralnej I cavalieri della Tavola Rotonda, a dwa lata później pojawiła się w Uomini sull'orlo di una crisi di nervi. W 1999 wydała płytę A Flower’s Broken.
W kolejnych latach nadal występowała w teatrze i prowadziła programy telewizyjne. W 2004 roku poślubiła swojego partnera, Enrico Monti, i urodziła syna Luca Marię. W 2005 roku zagrała w niezależnym filmie Colori, a jej rola została nagrodzona na festiwalu filmowym w Salerno. W sierpniu 2008 wystąpiła na Sopot Festival w ramach koncertu poświęconego muzyce lat 80., obok takich gwiazd jak Samantha Fox, Sandra czy Thomas Anders z zespołu Modern Talking. W tym samym roku wydała kompilację przebojów i remiksów, zatytułowaną Erase/Rewind. W 2010 nagrała cover utworu „Call Me” Blondie w duecie z Samanthą Fox. 24 czerwca 2014 wydała singiel „Colour Me”, do którego także nagrała teledysk.

## Życie prywatne
W 2006 zawarła związek małżeński z Enrico Montim, z którym ma syna Lucę Marię (ur. 2004).

## Dyskografia
- 1987: Sabrina
- 1988: Something Special
- 1988: Super Sabrina
- 1989: Single Hits
- 1990: Super Remix
- 1991: Over the Pop
- 1996: Maschio dove sei
- 1999: A Flower's Broken
- 2008: Erase/Rewind Official Remix

## Filmografia

### Filmy
| Rok  | Tytuł                                      | Rola                               | Reżyser                            |
| ---- | ------------------------------------------ | ---------------------------------- | ---------------------------------- |
| 1986 | Wielkie magazyny (Grandi magazzini)        | Ladra di Vestiti, złodziejka ubrań | Franco Castellano Giuseppe Moccia  |
| 1986 | Ferragosto O.K.                            | Guendalina                         | Sergio Martino                     |
| 1987 | Delirium (Le foto di Gioia)                | modelka Sabrina                    | Lamberto Bava                      |
| 1989 | Bracia Włosi (Fratelli d’Italia)           | Michela Sauli                      | Neri Parenti                       |
| 1998 | Jolly Blu                                  | „Mit” baru, Annabella              | Stefano Salvati                    |
| 2004 | Kolor (Colori)                             | matka                              | Cristiano Ceriello Marco Palagi    |
| 2006 | Film D                                     | Sara                               | Cristiano Ceriello                 |
| 2012 | Stars 80                                   | w roli samej siebie                | Frédéric Forestier Thomas Langmann |
| 2017 | Stars 80. Reaktywacja (Stars 80, la suite) | w roli samej siebie                | Thomas Langmann                    |
| 2019 | Modalità Aereo                             | w roli samej siebie                | Fausto Brizzi                      |

### Seriale
- 1986: Professione vacanze jako Mia Star
- 1987: Tutti in palestra w roli samej siebie
- 1998: Trzej mężczyźni i pokojówka (Tutti gli uomini sono uguali) jako Vittoria
- 1988: Festa di Capodanno w roli samej siebie